# أحمد نايف الخليفي
أحمد النايف محمد الخليفي، نائب سابق في مجلس الأمة الكويتي.
شارك في انتخابات مجلس الأمة الكويتي 1963 في الدائرة الخامسة، وفاز بالانتخابات التكميلية ، وشارك في انتخابات مجلس الأمة الكويتي 1967 في الدائرة السادسة، وفاز بالانتخابات التكميلية.
هو من مؤسسي نادي النصر الكويتي.